# Gare de Ferrières - Fontenay
Gare de Ferrières - Fontenay vasútállomás Franciaországban, Fontenay-sur-Loing településen.

## Vasútvonalak
Az állomást az alábbi vasútvonalak érintik:
- Moret–Lyon-vasútvonal

## Kapcsolódó állomások
A vasútállomáshoz az alábbi állomások vannak a legközelebb:
- Gare de Montargis (Gare de Montargis, Line R)
- Gare de Dordives (Paris Gare de Lyon, Line R)